# Amos News
Amos News este o agenție de știri din România care a fost lansată în anul 2002 ca agenție de presă independentă, fiind înființată de jurnalistul Octavian Andronic.
În aprilie 2006, compania Amos News a fost cumpărată de trustul de presă Intact.